# 李明 (1926年)
李明（1926年—2012年6月2日），原名李天泰，中国籍马来亚人民抗日军和马来亚民族解放军的战士和马来亚共产党的主要成员之一，也是霹靂州“Kepayang Gang”的领导人之一。

## 早年
李明原名李天泰，1926年出生於中国廣州，五歲時隨家人移居怡保。1942年被學校老師招募参加马来亚人民抗日军，16歲時加入了馬來亞共產黨。1945年9月12日日本投降后不久，她首次在霹靂州安顺湾（今安顺）的一所中文學校擔任教師。她的母親在1950年由于參與共產主義活動而被英殖民当局抓捕，後被驱逐回中國。

## 工作
抗日战争时期，她在怡保担任地下党区域委员会负责人，工作雷风厉行，被称为马共在怡保最无情的成员。她還擔任中央委員會的联络人，負責協調與彭亨州、雪蘭莪州、檳城和新加坡的地下党联系。还成功掩护几名革命同志的夫人怀孕生产。 
马来亚内战时期，她控制著几支城鎮地區的武裝部隊，包括的Kepayang Gang以及特別機動小隊（SMS）。據報導，這些部隊成功完成了1948年至1951年間几次对敌暗殺和手榴彈襲擊。但马来亚当局无法证明她有参与袭击。一些被俘/投降的共产党游击队员称她曾下令处决。陈平曾评价她“风格果断，敬业、积极、奉献”。

## 被捕
1951年，游击队在槟城暗杀了当局的侦探Corporal Jimmy Loke，他的妻子Irene Lee随后加入了当局警队并被提拔至督察，在吉隆坡Irene Lee获得了李明的行踪。1952年2月，英殖当局“围剿”雪蘭莪州的一个游击区。获得文件显示一名华校教师、Wong Fook Kwang（Tit Fung）的夫人Ah Shu或Ah So，是新加坡共产党领导的工人保護團的领导人。Irene Lee奉英殖当局的命令追捕李明。当年7月，李明在怡保被捕。英殖当局指控她“非法持有手榴弹”和“谋杀”。1953年，她的上诉被英枢密院驳回，60名马来亚议会议员向霹雳州苏丹请愿释放李明。加诸林碧顏的努力，法院判决减刑至1964年。在服刑11年后，她从太平市监狱出狱，随即被马来西亚当局驱逐出境。

## 佘生
她被驱逐后返回中国，与母亲团聚并照顾母亲至去世。1965年，她与陈田结婚。两人曾计划搬到泰国南部，惟1990年陈田去世。2007年8月，李明曾返回马来西亚，并感谢林碧颜。2012年6月2日去世，享年86岁。